# Відкритий чемпіонат Австралії з тенісу 1977 (січень)
Відкритий чемпіонат Австралії з тенісу 1977 (січень) — тенісний турнір, що проходив між 3 січня та 9 січня 1977 року на трав'яних кортах стадіону Куйонг у Мельбурні, Австралія. Це був 65-ий чемпіонат Австралії з тенісу і перший турнір Великого шолома в 1977 році.

## Огляд подій та досягнень
Після цього турніру дата проведення Відкритого чемпіонату Австралії була зміщена в кінець грудня. Тому в 1977 році було проведено два чемпіонати Австралії. Чемпіонат тривав лише тиждень, замість звичних двох тижнів. 
В одиночному чоловіків переміг Роско Таннер, для якого ця перемога залишилася єдиною в турнірах Великого шолома. Чемпіонка одиночного розряду серед жінок Керрі Мелвілл Рід теж тріумфувала вперше і востаннє.

## Результати фінальних матчів

### Дорослі
| Одиночний розряд. Чоловіки Детальніше                        |                                  |               |
| Роско Таннер                                                 | Гільєрмо Вілас                   | 6–3, 6–3, 6–3 |
|                                                              |                                  |               |
| Одиночний розряд. Жінки Детальніше                           |                                  |               |
| Керрі Мелвілл Рід                                            | Даєнн Фромгольц                  | 7–5, 6–2      |
|                                                              |                                  |               |
| Парний розряд. Чоловіки Детальніше                           |                                  |               |
| Артур Еш Тоні Роч                                            | Чарлі Пасарелл Ерік Ван Діллен   | 6–4, 6–4      |
|                                                              |                                  |               |
| Парний розряд. Жінки Детальніше                              |                                  |               |
| Даєнн Фромгольц Гелен Гурлей                                 | Керрі Мелвілл Рід Бетсі Нагелсен | 5–7, 6–1, 7–5 |
|                                                              |                                  |               |
| Мікст Детальніше                                             |                                  |               |
| змагання у цій категорії не проводилися між 1970-м та 1985-м |                                  |               |
|                                                              |                                  |               |